# 黒澤優子
黒澤 優子（くろさわ ゆうこ、10月2日 - ）は、日本の女性著作家。福島県福島市出身。

## 経歴
福島市の臨済宗妙心寺派の寺院、正眼寺に生まれる。ライター、編集者を経て、ロンドンのザ カレッジ オブ サイキックスタディーズへ留学。帰国後に長谷川崇に見いだされ、小説家デビュー。

## 作品

### 小説
- トウモコロシ（2015年2月17日、株式会社パイレーツ大阪、ISBN 978-4990808402） - 書き下ろし短編小説集